# Coenipeta anitoba
Coenipeta anitoba là một loài bướm đêm trong họ Erebidae.